# 國際資料加密演算法
國際資料加密演算法（英語：International Data Encryption Algorithm，縮寫為 ），最早稱為改良建議加密標準（Improved Proposed Encryption Standard，IPES），是密碼學上一種對稱密鑰分組密碼，由James Massey與來學嘉設計，在1991年首次提出。這個演算法的提出，是為了取代舊有的資料加密標準（DES）。現在IDEA被認為是不安全的加密演算法。